# Bellaspira brunnescens
Bellaspira brunnescens is een slakkensoort uit de familie van de Drilliidae. De wetenschappelijke naam van de soort is voor het eerst geldig gepubliceerd in 1943 door Rehder.